# 렐리오 루타지

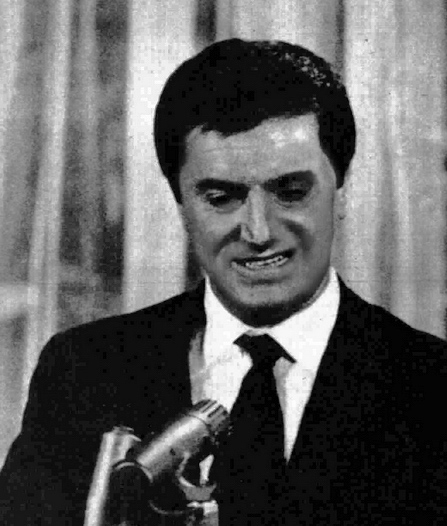

렐리오 루타지(Lelio Luttazzi, 1923년 4월 27일 ~ 2010년 7월 8일)는 이탈리아의 배우, 가수, 지휘, 작곡가, 각본가, 피아노 연주자, TV 사회자이다.
트리에스테에서 태어났으며 트리에스테에서 사망하였다. 사인은 말초신경증이다.

## 영화
- 스팅 3 (1977년)
- 미, 미, 미... 앤 디 아더스 (1966년)
- 로프 포 조이 (1960년)
- 스페이스 멘 (1960년)
- 정사 (1960년)